# 代特瓦區
48°33′37″N 19°25′9″E / 48.56028°N 19.41917°E

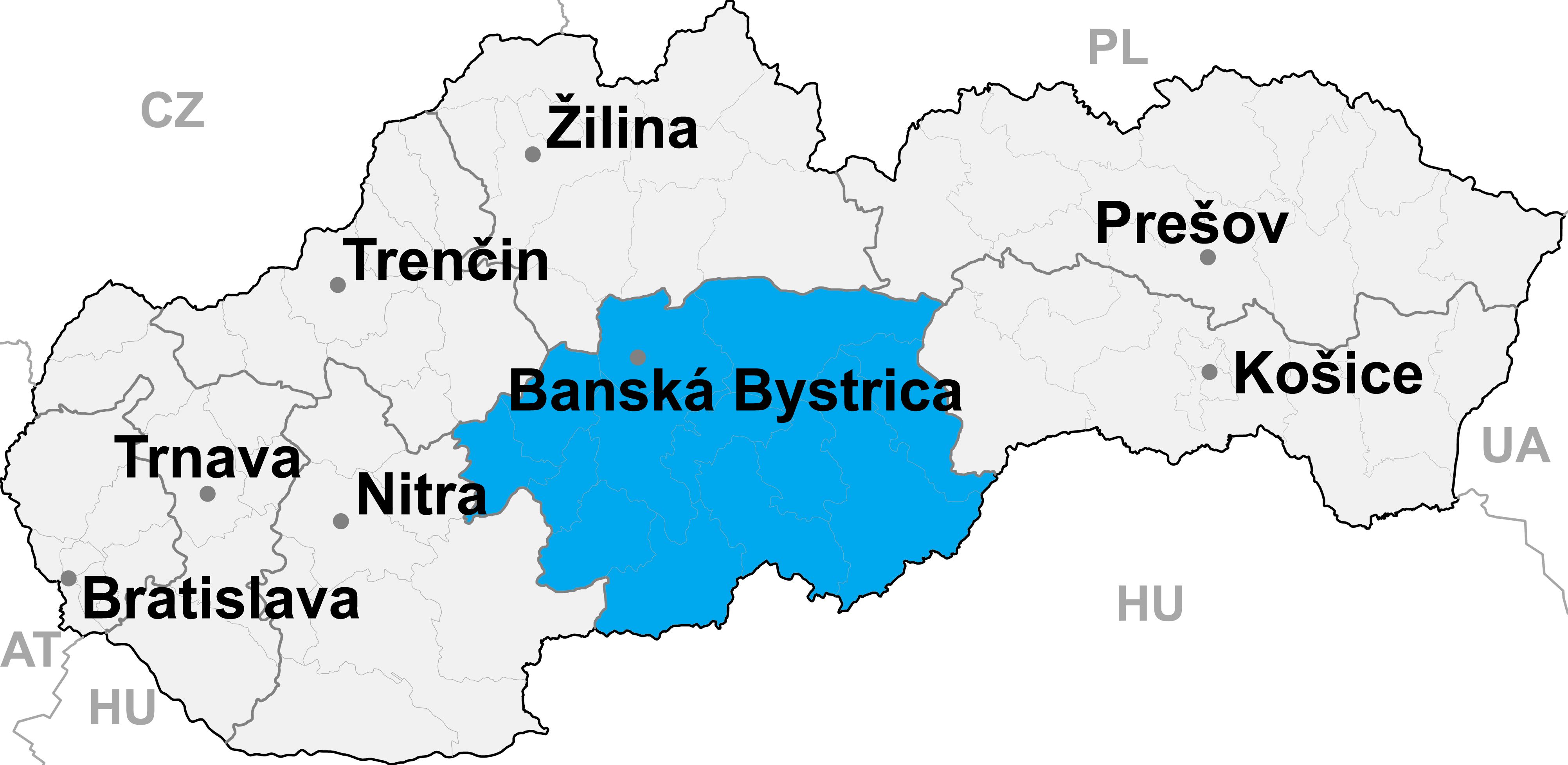

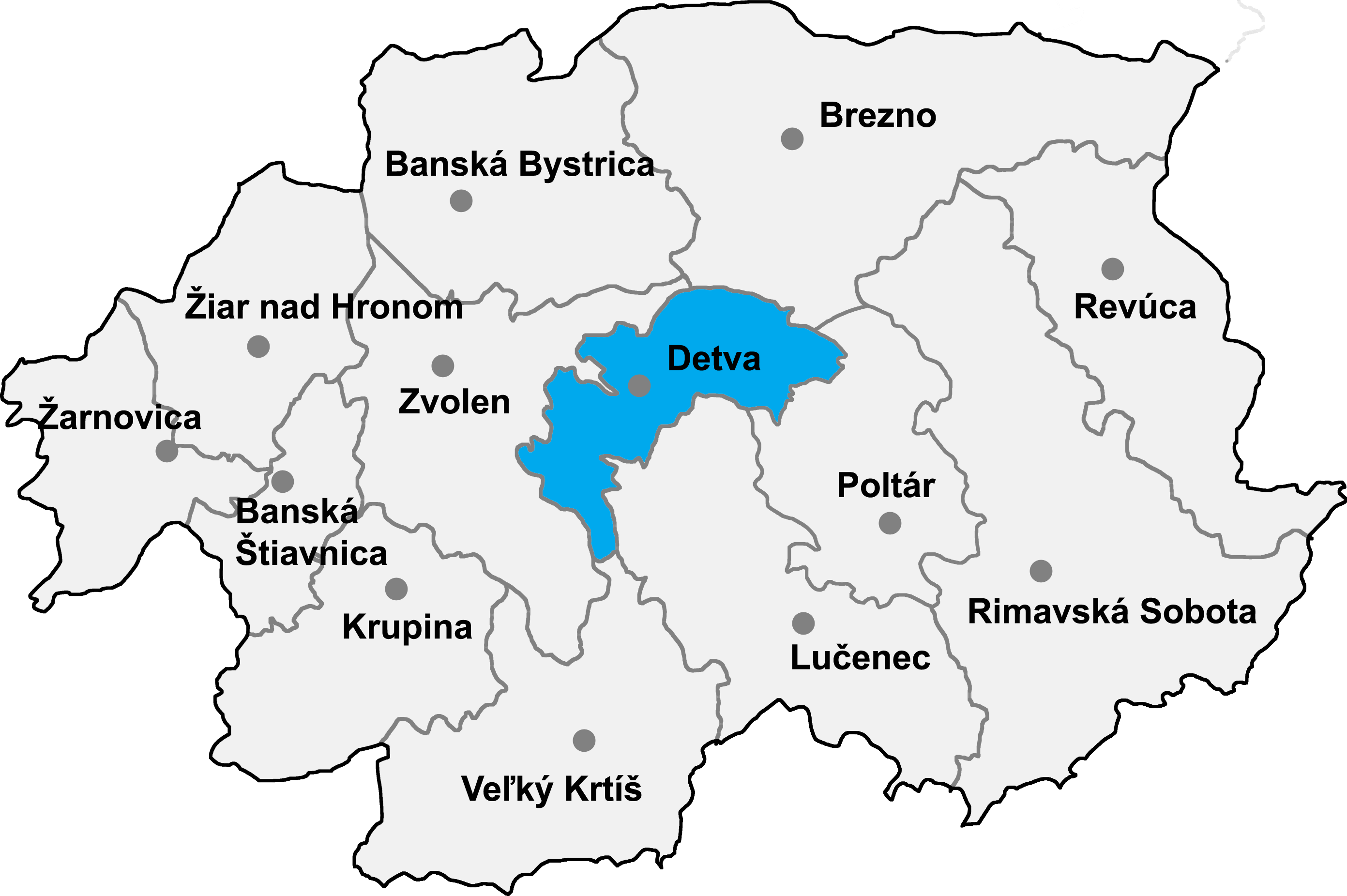

代特瓦區，是斯洛伐克的一個區，位於該國中部，由班斯卡-比斯特里察州負責管轄，面積475平方公里，2001年該區人口33,426，人口密度每平方公里70人。